# Sonia Sheridan
Pour les articles homonymes, voir Sheridan.
Sonia Sheridan ou Sonia Landy Sheridan née le 10 avril 1925 à Newark, morte le 30 octobre 2021 à Hanover, est une artiste américaine. Elle fait partie des premières artistes qui intègrent les nouvelles technologies dans leur pratique artistique.

## Biographie
Entre 1941 et 1945, elle étudie le français et les arts visuels au Hunter College de New York. En 1946 et 1947, elle poursuit ses études à l'Université Columbia à New York. Elle obtient un master of arts en français et en russe. En 1948 et 1949, elle est étudiante à l'Université de l'Illinois, à Chicago.
En 1961, elle est enseignante au California College of Arts and Crafts où elle obtient son master of fine arts.
Dans les années 1960, elle enseigne la gravure et le dessin à la School of the Art Institute of Chicago. En 1969, elle est artiste en résidence chez 3M. En 1970, elle crée un nouveau département appelé Generative Systems. Ce laboratoire explore le potentiel des nouvelles technologies, notamment les copieurs, dans les modalités de création. Ses premières recherches porte sur l'utilisation artistique du premier photocopieur couleur au monde, la 3M Color in Color Machine.
Dans les années 1980, Sonia Sheridan est rédactrice de Leonardo, le Journal de la Société internationale pour les arts, les sciences et la technologie (Leonardo/ISAST).

## Expositions
- Software, Jewish Museum de New York, 1970[5]
- Projects: Sonia Landy Sheridan and Keith Smith, MoMA Museum de New York, 1974[6],[7]
- Art et Technique Electra, Musée d'Art Moderne de la Ville de Paris, 1983[2]
- Procesos: Cultura y nuevas tecnologías, Museo Nacional Centro de Arte Reina Sofía de Madrid, 1986[8]
- The Art of Sonia Landy Sheridan, Hood Museum of Art du Dartmouth College, Hanover, 2009[9]
- Exhibition Imaging with Machine Processes, Transmediale, Berlin, 2013

Sonia Sheridan avec Marisa Gonzalez lors de son exposition à Procesos Cultura y Nuevas Tecnologias au Musée Reina Sofia à Madrid 1986

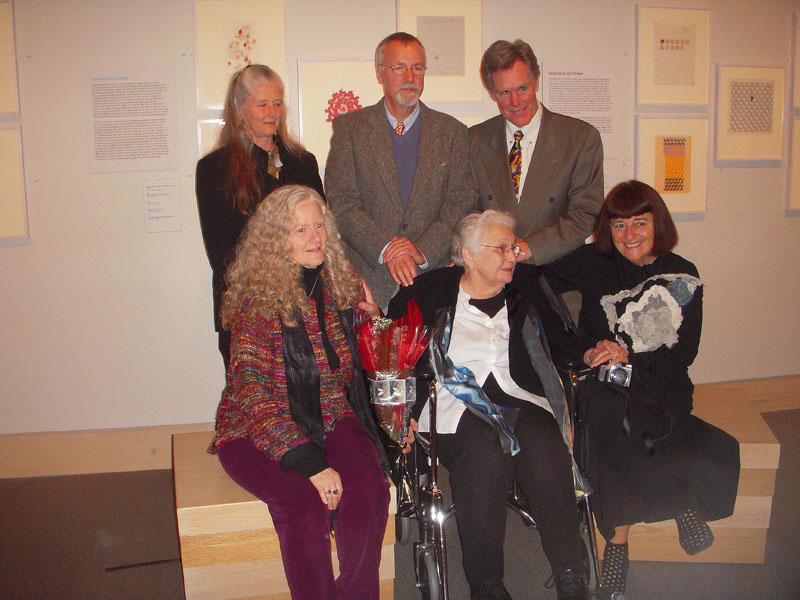
En 2011, lors de son exposition au Hood Museum avec certains de ses étudiants en système génératif des années 70. Cindy, Brian Oglesbee, Greg Gundlach, Martha Lovin Orgain, Sonia Sheridan et Marisa González

## Prix
- prix de la Fondation Guggenheim en 1973 pour la photographie[10]
- Arts grantee, National Endowment for the Arts, 1974-1975
- Arts grantee, National Endowment for the Arts, 1976-1977
- Arts grantee, National Endowment for the Arts, 1981-1982[2]